# Шервиц, Фриц
Фриц Шервитц (также Эльке или Элиас Сиревиц; 21 августа 1903, вероятно, в Шяуляй, (Ковенская губерния, ныне Литва) — 4 декабря 1962, Мюнхен) — руководитель ряда мастерских для еврейских подневольных работников в Риге во время Второй мировой войны.

## Биография
Происхождение Шервица неясно. Как в нацистской Германии, так и в послевоенный период он указывал противоречивые и не подкреплённые документами данные о своём происхождении. Приписывал себе еврейское происхождение в послевоенный период, и о его еврейском происхождении утверждают ряд израильских источников. С другой стороны, историк Анита Куглер пришла к выводу, что еврейское происхождение не может быть доказано.
В 1919 году он был принят в немецкий фрайкор Карла-Хайнриха фон Дибича, действовавший в Литве и Западной Пруссии, а после окончания боевых действий в Литве ему помогли переехать в Силезию. В 1925 году он приехал в Берлин, вероятно, был подёнщиком и периодически оказывался безработным.
1 ноября 1933 года он стал членом СС. О его «арийском» происхождении свидетельствовали его сослуживцы по фрайкору (сам Шервиц утверждал, что его родная деревня была уничтожена большевиками, и документы о его рождении по этой причине пропали).
После начала войны он прибыл в Ригу в должности вахтмайстера (сержанта) полиции. В 1942 году он руководил мастерской в филиале «Лента» концлагеря Рига-Кайзервальд в городе Рига. В мастерских ему подчинялись почти 1000 жителей еврейского гетто, которые должны были работать там под его руководством. Позднее оккупационные власти ставили Шервицу в вину, что он защищал «своих евреев» — вероятно, для укрепления своей собственной власти в качестве руководителя мастерской. В 1943 году он получил должность «руководителя-специалиста в ранге унтерштурмфюрера (лейтенанта) СС». Комендант лагеря Эдуард Рошман считал Шервица ненадёжным и постепенно ужесточил режим содержания в лагере.
В конце сентября 1944 года мастерская была закрыта, Шервиц направился на запад и в конце войны оказался в американском лагере для военнопленных в Хайдесхайме, неподалёку от Бад-Кройцнах, где он выдал себя за еврея, пережившего Холокост, чему помогла его внешность (Шервиц был брюнетом). По поручению американцев он занялся розыском бывших эсэсовцев среди интернированных.
В начале 1946 года Шервиц смог стать доверенным лицом нескольких торговых компаний в округе Вертинген (Бавария). В январе 1947 года ему было поручено попечительство над имуществом всех евреев, которые жили в округе до 1942 года. Теперь его работа заключалась в том, чтобы обеспечить передачу бывшей еврейской собственности возможным выжившим или их наследникам. 19 декабря 1947 года он был назначен заместителем попечителя бывших преследуемых в швабской части Баварии.
26 апреля 1948 года Шервиц был арестован по обвинению в том, что он служил в СС и убивал евреев (единственным пунктом обвинения был расстрел троих заключённых за нарушение лагерного режима). 3 марта 1949 года Шервиц был приговорён Мюнхенским судом к шести годам тюремного заключения за расстрел троих заключённых. На решение была подана апелляция 14 декабря 1949 года, но в августе 1950 года оно было подтверждено судом присяжных.
Шервиц вышел из тюрьмы в 1954 году и позднее работал торговым представителем. Поскольку он считал себя невиновным, он несколько раз пытался инициировать процесс реабилитации, но безуспешно.